# Daði Freyr
Daði Freyr Pétursson (známý jako Daði Freyr, * 30. června 1992 Reykjavík) je islandský hudebník žijící v Berlíně. Měl reprezentovat Island na Eurovizi 2020 s písní „Think About Things“, než byla soutěž zrušena kvůli pandemii covidu-19. Bude nadále reprezentovat svou zemi v příští Eurovizi 2021.

## Hudební kariéra
V mládí cvičil Daði na bicí a studoval hru na klavír a baskytaru. S kamarádem Kristjánem Pálmim spoluzaložil kapelu RetRoBot . Později se do kapely přidali zpěvák Gunnlaugur Bjarnason a kytarista Guðmundur Einar Vilbergsson. V roce 2012 vyhrála kapela Músíktilraunir a Daði byl tento rok zvolen nejlepším hudebním umělcem elektronické hudby.
Daði měl reprezentovat Island na Eurovizi 2020 s písní „Think About Things“. Na Eurovizi 2021 měli předvést píseň „10 Years“, ale kvůli covidové karanténě dvou členů kapely se jen promítl záznam druhé zkoušky. Kapela chtěla vystoupit pouze jako celek.